# Bulbophyllum brevipetalum
Bulbophyllum brevipetalum là một loài phong lan thuộc chi Bulbophyllum.